# رود شارا
رود شارا رودی است که به رود نمان می‌ریزد. این رود از کشور بلاروس می‌گذرد و طول آن ۳۰۰ کیلومتر (۱۹۰ مایل) است.